# Elisa Mancinelli
Elisa Mancinelli (Perugia, 18 aprile 1995) è una cestista italiana.

## Carriera
Alta 175 cm, ha giocato come guardia nella Pallacanestro Femminile Umbertide.
Ha esordito in A1 il 29 febbraio 2012, nel match tra Pallacanestro Femminile Umbertide e Taranto Cras Basket. Si trasferisce poi in A2 ad Ariano Irpino, nella locale squadra. Al secondo anno segna 6,2 punti a partita in 28 gare.
Nel 2015 torna in Umbria nella Cestistica Azzurra Orvieto, squadra di A1.
Nel 2016 fa ritorno ad Umbertide.
L'anno successivo viene ingaggiata dall'Alpo Basket in serie A2.